# Hiatus œsophagien
Chez l'Homme, le hiatus œsophagien (ou orifice œsophagien du diaphragme) est une ouverture du diaphragme à travers laquelle passent l'œsophage et le nerf vague. 

## Description
Le hiatus œsophagien est un orifice musculaire elliptique du diaphragme situé au niveau de la dixième vertèbre thoracique.
Situé en avant, au-dessus et légèrement à gauche du hiatus aortique, le pilier droit du diaphragme s'enroule en formant une cravate d'avant en arrière autour de l'œsophage. Les fibres des piliers droit et gauche se croisent sous le hiatus.

## Anatomie fonctionnelle
Le hiatus œsophagien permet le passage de l'œsophage, le nerf vague, les vaisseaux phréniques inférieurs gauches et quelques petites artères œsophagiennes des vaisseaux gastriques gauches. 
À l'inspiration, la cravate du pilier droit resserre l'œsophage, formant un sphincter fonctionnel (non anatomique) empêchant le contenu de l'estomac de refluer dans l'œsophage lié à l'augmentation de pression intra-abdominale.

## Aspect clinique
Le hiatus œsophagien peut être le siège d'une hernie diaphragmatique : la hernie hiatale où l'estomac remonte dans la cavité thoracique.